# Lamine Cissé
Pour les articles homonymes, voir Lamine Cissé (football) et Cissé.
Le général d'armée Lamine Cissé, né le 31 décembre 1939 à Sokone (Sénégal) et mort le 19 avril 2019, est un officier général sénégalais ayant exercé les fonctions de chef d'état-major général des armées, ministre de l'Intérieur, chef Bureau des Nations unies en Afrique de l'Ouest.

## Biographie

### Formation
Sorti de l'École spéciale militaire de Saint-Cyr Coëtquidan (France) en 1963, Lamine Cissé est de la même promotion que le général Mouhamadou Lamine Keita ancien CEMGA.
Le général Cissé est diplômé de l'université de la défense nationale de Washington (National Defense University) dont il est admis en 1992 dans le Hall of Fame.
Il est aussi diplômé du Centre des hautes études en défense nationale de Paris et de l'École d'État-major de Fort Leavenworth College, à Kansas City dont il a été le premier Sénégalais à être breveté. 
Il a également suivi les cours de l'Université de Rennes.

### Carrière
Lamine Cissé commence sa carrière professionnelle comme commandant d'Unité en 1964. 
Jeune officier, il a été aide de camp du ministre des Forces Armées Amadou Karim Gaye.
De retour au Sénégal en 1978 après avoir dirigé le contingent d'observateurs pour la supervision du cessez-le-feu entre le Front de Libération Moro et le gouvernement des Philippines, à l'époque du président Marcos (entre 1976 et 1978), lieutenant-colonel, il est nommé adjoint logistique du sous-chef d'état-major général des Armées et chef de la division études générales.
Entre 1984 et 1987, il est directeur de l'École Polytechnique de Thiès,  
Entre 1987 et 1991, il est directeur de la sécurité publique au ministère de l'Intérieur, au plus fort de la fameuse grève des policiers (1987) et de la présidentielle mouvementée de 1988 qui a abouti à la réélection contestée du président Diouf et à l'instauration d'un couvre feu et à l'emprisonnement de l'opposition. 
Le 1er juillet 1993, promu Général de Brigade il est nommé inspecteur général des forces armées.
Le 1er juillet 1996, il est nommé Chef d'état-major général des Armées par le président Abdou Diouf. Il devient ainsi le premier Inspecteur Général des Forces Armées (Sénégal) à accéder au poste de Chef d'état-major général des armées. 7e Cemga de l’armée sénégalaise, il remplace à ce poste le Général Mouhamadou Lamine Keita qui fut nommé ambassadeur en Allemagne. Il crée la zone militaire no 6 de Kolda dont le premier commandement est assuré par Babacar Gaye.
Premier militaire sénégalais à occuper le poste stratégique de Ministre de l'Intérieur (Sénégal) en 1997, il a organisé les élections législatives de mai 98 et les élections présidentielles de février et mars 2000 (deux tours) à la suite de laquelle l'alternance politique est intervenue au Sénégal sans effusion de sang. Le Général Niang lui succède à ce poste dans le premier gouvernement du premier ministre Moustapha Niasse nommé par le président Abdoulaye Wade fraîchement élu.
Le 16 juin 2001, Kofi Annan le nomme Représentant spécial du Secrétaire général des Nations unies et chef du Bureau des Nations unies pour la consolidation de la paix en République centrafricaine (BONUCA).
Le 12 septembre 2008, le Secrétaire général de l'ONU, M. Ban Ki-moon, a provisoirement réaffecté le général Lamine Cissé à la tête du Bureau des Nations unies en Afrique de l'ouest.
Il est président fondateur président de l'Observatoire international de la démocratie et de la gestion des crises et conflits (OIDEC) basé à Dakar et fondé en avril 2000.
En février 2010, quelques mois avant l'élection présidentielle guinéenne du 27 juin 2010 qui marque une transition politique significative, la Communauté économique des États de l'Afrique de l'Ouest (CEDEAO) et le Bureau des Nations unies en Afrique de l’Ouest lui confient une mission en Guinée : avec une équipe d'experts, il est chargé d'y évaluer le secteur de la sécurité afin de préparer une restructuration des forces armées.
En mars 2013, il est nommé sur la proposition de la classe politique guinéenne comme facilitateur international dans la gestion de la crise électorale par le représentant spécial des Nations unies dans la région Saïd Djinnit.

## Distinctions
Le général Cissé est titulaire de plusieurs décorations nationales et étrangères. Il a été le premier officier – toutes nationalités confondues, y compris la française – de sa promotion de Saint-Cyr (BirHakeim 1961/63) à être décoré de la Légion d'honneur pour son rôle aux Philippines dans la libération d'un otage français, Pierre Huguet.
En 2008, le Centre d'études stratégiques de l'Afrique (CESA) à Washington lui décerne le Prix du visionnaire (Visionary Award).
Le 10 juin 2010, l'Université de la défense nationale de Washington – dont il est diplômé – lui décerne le titre de docteur honoris causa. Le général Cissé devient ainsi « le premier non Américain et le premier Africain à recevoir cette distinction ».

## Écrits
- Carnets secrets d'une alternance : un soldat au cœur de la démocratie, Gideppe, Paris, 2001, 198 p.  (ISBN 2951200048)